# آژداهاک (اسطوره‌شناسی)
آژداهاک (همچنین آشداهاک) نام ارمنی دیو اوستایی اژی‌دهاکه است. در اساطیر ایرانی، وی در کوه دماوند زندانی است، ولی در پایان دنیا طغیان می‌کند تا در نهایت به‌دست فریدون شکست بخورد. موسی خورنی، نویسنده ارمنی سده پنجم میلادی، در تاریخ ارمنستان ، آژداهاک را با پادشاه مادها آستیاگ یکی می‌داند.  نام آستیاگ (که برگردان یونانی ایرانی باستان *Aršti-vaiga است) شبیه آژداهاک بود و نام ماد در ارمنی به صورت Mār تلفظ می شد که در زبان های ایرانی به معنای مار است.